# كاثرين دونكان
كاثرين دونكان (بالإنجليزية: Catherine Duncan)‏ هي مخرجة وممثلة أسترالية، ولدت في 17 مارس 1915 في لاونسستون في أستراليا، وتوفيت في 14 أغسطس 2006 في باريس في فرنسا.

## وصلات خارجية
- كاثرين دونكان على موقع IMDb (الإنجليزية)